# コスタス・スタフィリディス
コスタス・スタフィリディス（Kostas Stafylidis、 ギリシャ語:Κώστας Σταφυλίδης、1993年12月2日 - ）は、ギリシャ・テッサロニキ出身のプロサッカー選手。元ギリシャ代表。ポジションは、ディフェンダー。

## クラブ経歴

### PAOK
13歳の時にPAOKにスカウトされ入団、全てのカテゴリーでプレー。2011年12月20日パネトリコスFC戦に17歳で出場しギリシャ・スーパーリーグデビュー。

### レバークーゼン
2012年夏、U-19選手権での活躍が評価されバイエル・レバークーゼンに移籍。最初のシーズンはレンタルの形でPAOKに残留した。2013-14シーズンはセバスティアン・ボエニシュの壁を越えられず1試合のみの出場にとどまった。

### フラム
2014年7月、レバークーゼンからフットボールリーグ・チャンピオンシップ所属のフラムFCに期限付き移籍。主力として活躍し44試合に出場した。シーズン終了後にレバークーゼンに復帰。

### アウクスブルク
2015年、2年契約でアウクスブルクに移籍。8月22日のアイントラハト・フランクフルト戦で移籍後初出場。2016年2月6日開催のFCインゴルシュタット04戦で移籍後初ゴール。

### ストーク
2018年1月、ストーク・シティFCに期限付き移籍で加入。

### ホッフェンハイム
2019年5月15日、TSG1899ホッフェンハイムにフリーで加入することが発表された。

### ボーフム
2021年8月1日、VfLボーフムに期限付き移籍で加入。
2022年7月6日、VfLボーフムに完全移籍で加入し、2023年6月までの契約を結んだ。

### ハンザ・ロストック
2024年2月1日、ハンザ・ロストックに加入した。

## 代表歴
UEFA U-19欧州選手権2012では主力として活躍、準優勝に貢献した。
2012年11月14日開催の親善試合・アイルランド代表戦でA代表初キャップ。2015年10月11日開催のハンガリー代表戦で代表初ゴールを挙げ4-3の勝利に貢献した。

### 出場記録
| サッカーギリシャ代表 | サッカーギリシャ代表 | サッカーギリシャ代表 | サッカーギリシャ代表 |
| 年度                 | 出場                 | 得点                 |                      |
| -------------------- | -------------------- | -------------------- | -------------------- |
| 2012                 | 1                    | 0                    |                      |
| 2014                 | 2                    | 0                    |                      |
| 2015                 | 3                    | 1                    |                      |
| 2016                 | 9                    | 1                    |                      |
| 2017                 | 7                    | 0                    |                      |
| 2018                 | 2                    | 0                    |                      |
| 2019                 | 7                    | 0                    |                      |
| 2020                 | 1                    | 0                    |                      |
| 合計                 | 32                   | 2                    |                      |

### 得点記録
| #  | 開催日         | 会場                                             | 対戦国     | スコア | 結果 | 試合概要                    |
| -- | -------------- | ------------------------------------------------ | ---------- | ------ | ---- | --------------------------- |
| 1. | 2015年10月11日 | ピレウス、スタディオ・ヨルギオス・カライスカキス | ハンガリー | 1-0    | 4-3  | UEFA EURO 2016予選          |
| 2. | 2016年10月10日 | タリン、ア・ル・コック・アレーナ                 | エストニア | 0-2    | 0-2  | 2018 FIFAワールドカップ予選 |